# 結城光流
結城光流（8月21日—）出生於8月21日，獅子座，O型。是日本的女作家。目前，通過角川beans文庫連載“少年陰陽師”系列。

## 喜好
- 紅茶
- 寶石
- 中島美雪
- 織田裕二
- 槙原敬之
- 少年陰陽師劇情 CD 與 BGM [2]

## 作品
小說
- 篁破幻草子
- 少年陰陽師
- 陰陽師●安倍晴明
- 怪物血族
- 吉祥寺よろず怪事請負処

漫畫
- 曉之誓約

## 外部連結
- 結城光流官方網站『狹霧殿』 （页面存档备份，存于）